# La banda di Jesse James
La banda di Jesse James (The Great Northfield Minnesota Raid ) è un film del 1972 diretto da Philip Kaufman.